# Favartia minirosea
Favartia minirosea är en snäckart som först beskrevs av Abbott 1954.  Favartia minirosea ingår i släktet Favartia och familjen purpursnäckor. Inga underarter finns listade i Catalogue of Life.